# Stevenage

Stevenage dystrykt w Hertfordshire

Stevenage – miasto i dystrykt w Wielkiej Brytanii (Anglia), w hrabstwie Hertfordshire. Liczba ludności wynosi około 84 tysięcy mieszkańców. Miasto położone jest pomiędzy Letchworth Garden City i Welwyn Garden City, na wschód od 7 i 8 zjazdu z autostrady A1(M), 30 mil na północ od centrum Londynu.
Populacja w roku 1801 wynosiła 1430 mieszkańców, w 1901 roku – 4049, w 2001 roku – 79 724, w 2007 roku – 84 651, a w 2011 roku – 83 957. Stevenage jest wspomniana w Domesday Book (1086) jako Stigenace.
9 sierpnia 1986 roku odbył się tu ostatni w historii koncert grupy Queen w oryginalnym składzie.
W mieście rozwinął się przemysł elektroniczny.